# Rebecca Joshua Okwaci
Rebecca Joshua Okwaci là một chính trị gia Nam Sudan, và Bộ trưởng Bộ Viễn thông và Dịch vụ Bưu chính trong Chính phủ Cộng hòa Nam Sudan. Bà là một "nhà vận động hòa bình chủ nghĩa và ủng hộ vai trò của phụ nữ trong hòa bình", và bà là thành viên sáng lập của một số tổ chức phụ nữ Sudan, Nam Sudan hoặc Pan-Phi, bao gồm làm Tổng thư ký Hành động Phụ nữ vì Phát triển. Vào tháng 12 năm 2013, Jess Mathias của The Guardian đã mô tả cô là một hình mẫu lý tưởng cho các cô gái trẻ hơn những người phụ nữ thần tượng truyền thống như Rihanna và Beyoncé.

## Giáo dục
Okwaci có bằng cử nhân tiếng Anh, văn học và dịch thuật từ Đại học Alexandria của Ai Cập, sau đó là bằng thạc sĩ về phát triển giao tiếp từ Đại học Daystar của Kenya.

## Nhà báo
Okwaci, trong cuộc nội chiến Sudan lần thứ hai vào năm 1986, đã tham gia Phong trào Giải phóng Nhân dân Sudan mới thành lập và bắt đầu làm phóng viên cho Đài phát thanh SPLA, nơi bà được gọi là "tiếng nói của cách mạng".

## Chính trị gia
Vào tháng 1 năm 2015, Okwaci đã ký một thỏa thuận với người đồng cấp Kenya Fred Matiangi để đặt 600 km cáp quang cùng với một con đường nối liền Juba - Nadapal - Eldoret được đề xuất. Okwaci dẫn đầu phái đoàn Nam Sudan và nói rằng tuyến cáp này sẽ cải thiện kết nối của Nam Sudan với phần còn lại của thế giới, và sẽ "thúc đẩy sự phát triển, tạo cơ hội việc làm và mang lại hòa bình và ổn định". Việc đặt cáp dự kiến sẽ kết thúc sớm hơn ngày hoàn thành dự kiến vào năm 2022.

## Quyền phụ nữ và hoạt động hòa bình
Okwaci là thành viên sáng lập của một số tổ chức, Hiệp hội Phụ nữ Sudan, có trụ sở tại Nairobi, Tiếng nói Phụ nữ vì Hòa bình Sudan và Trao quyền cho Phụ nữ vì Hòa bình. Bà là Tổng thư ký Hành động vì Phụ nữ vì Phát triển (WAD).